# Драган Драшковић (историчар)
Драган Драшковић (Врњачка Бања, 19. септембар 1954) српски je историчар. У периоду од 1995. до 2017. године био је директор Народног музеја Краљево.

## Биографија
Рођен је 19. септембра 1954. године у Врњачкој Бањи, од оца Милутина и мајке Данице. Основну школу и Гимназију је завршио у свом родном месту. Студије историје је уписао на Филозофском факултету у Београду, где је дипломирао 1979. године. Након дипломирања запослио се у Историјском архиву у Краљеву, где је радио као архивиста до 1986. године. У Народни музеј Краљево је прешао 1987. године, где је радио као кустос Историјске збирке за период старије историје до 1918. године.
Звање вишег кустоса је стекао 1995. године, а звање музејског саветника 2003. године. Као историчар писао је о урбаном развоју Краљева, школству, здравству, градској управи, фотографији и првим фотографима у граду. Бавио се и Првим и Другим светским ратом. У току свог рада у Музеју био је и аутор већег броја изложби, које су приређиване и у другим градовима, а неке од њих су: Краљево од вароши до града, Рудо Поље - Карановац  - Краљево 1476-1915, Пробој Солунског фронта 1918, Матарушка Бања 1898-1998, Гимназија у Краљеву 1909-1999, Краљево 1941-1945, 120 година Пољопривредне школе у Краљеву, Гимназија Краљево 1909-2009, Одрастање у Краљеву у 19. и 20. веку. Уредио је и спомен собу генерала Јована Белимарковића у Замку културе Врњачка Бања.

### Директор Народног музеја Краљево
Управу над Народним музејом Краљева је преузео 1995. године, након смрти Милорада Михаиловића, у почетку као вршилац дужности директора (1995-1996), а потом и као директор (1997-2008, 2009-2010. и 2010-2017). У овом периоду завршена је друга и последња фаза адаптације нове музејске зграде. Обновио је издавање часописа Наша прошлост 2005. године и од тада овај часопис излази у континуитету. Драшковић је такође један од уредника овог часописа. Организовао је и два велика научна скупа: Рудо Поље - Карановац - Краљево и Округли сто Краљево октобра 1941. Драшковић је члан уредништава више значајних публикација и аутор је већег броја монографија о историји Краљева. Руководио је израдом нове сталне поставке краљевачког музеја, отворене 2008. године. Ова стална поставка награђена је исте године године наградом Михаило Валтровић Музејског друштва Србије.
Музеј је у периоду када је Драшковић био на његовом челу наставио да сарађује са научним и културним институцијама, али и да успоставља сарадњу са установама овог типа. Драшковић је дао и велики допринос сарадњи са др Оливером Радојковић Чоловић током процеса пријема њеног легата у власништво Народног музеја Краљево. Уложио је знатан напор да се њена породична кућа адаптира и отвори као легат 2016. године.
Био је председник Извршног одбора Музејског друштва Србије од 2004. до 2008. године, а од 2008. до 2010. године је био члан Извршног одбора Музејског друштва Србије и члан уредништва часописа Друштва Музеји. Организовао је и велики годишњи скуп Музејског друштва Србије у Краљеву 2008. године. Поред овога, Драшковић је годинама учествовао у организацији неколико важних градских манифестација као што су: 14. октобар, Краљевдан, Имендан града Краљева, Жички духовни сабор Дани преображења. За велики допринос културном и јавном животу Краљева додељена му је Октобарска награда 2004. године. Драшковић је 2009. године добио Плакету Војног музеја за помоћ коју је пружио овој установи поводом набавке заоставштине војводе Радомира Путника.
За свој целокупни рад Драшковић је 2017. добио награду Музејског друштва Србије Михаило Валтровић за животно дело. Наредне године уручена му је и Вукова награда за изузетан допринос развоју културе у Републици Србији и свесрпском културном простору, коју додељује Културно-просветна заједница Србије. Драшковић је и почасни члан Савеза инжењера и техничара Србије.